# Округ Пикет (Тенеси)
Пикет (енгл. Pickett County) је округ у америчкој савезној држави Тенеси.

## Демографија
По попису из 2010. године број становника је 5.077, што је 132 (2,7%) становника више него 2000. године.
| Група             | 2000.         | 2010.         |
| Белци             | 4.870 (98,5%) | 4.964 (97,8%) |
| Афроамериканци    | 5 (0,1%)      | 5 (0,1%)      |
| Азијати           | 2 (0,0%)      | 4 (0,1%)      |
| Хиспаноамериканци | 41 (0,8%)     | 67 (1,3%)     |
| Укупно            | 4.945         | 5.077         |